# Dulcești (okręg Konstanca)
Dulcești – wieś w Rumunii, w okręgu Konstanca, w gminie 23 August. W 2011 roku liczyła 1398 mieszkańców.